# يوسف
يُوسُف ((بالعبرية: יוֹסֵף‏)، الاسم المعتاد يوسف النطق في اللغة العبرية الطبرية  Yôsēp̄؛ في العبرية تعني «دعه يزيد» وتنطق يوساف "yo-safe" (بالعربية: يوسف)، Yūsuf) شخصية مهمة في الكتاب المقدس وفي القرآن، إذ يربط قصة إبراهيم وإسحاق ويعقوب في كنعان (فلسطين) بالقصة اللاحقة لتحرير بني إسرائيل من العبودية في مصر.
يروي سفر التكوين كيف كان يوسف الابن الحادي عشر من أبناء يعقوب الاثنى عشر، وبكر راحيل. ألقى إخوة يوسف الغيورون إياه في بئر لكنه صار بعد ذلك أكثر الرجال نفوذًا في مصر إلى جانب ملك مصر. والجدير بالذكر أن يوسف جاء مصر قبل غزو الهكسوس لمصر السفلى لذلك أطلق على حاكم مصر في عهد يوسف بالملك بينما أطلق على حاكم مصر في عهد موسى، فرعون هو لقب الحاكم المصري، وعندما حلَّت المجاعة على البلاد، جلب يوسف بني إسرائيل إلى مصر حيث استقروا في أرض جوشين.

## في الكتاب المقدس
يُحتفَل بذكرى يوسف كواحدٍ من الأجداد المقدسين في تقويم القديسين في الكنيسة الأرمنية الرسولية يوم 26 يوليو. وفي الكنيسة الأرثوذكسية الشرقية والكنائس الكاثوليكية الشرقية التي تتبع المذهب البيزنطي، يُعرَف باسم «يوسف ذو الجمال الآسر»، إشارة ليس فقط إلى مظهره الخارجي، لكن الأهم من ذلك جمال حياته الروحية. ويحيون ذكراه يوم أحد الأجداد المقدسين (قبل أسبوعين من عيد الميلاد)، ويوم الاثنين المقدس العظيم (إثنين الأسبوع المُقدَس). وفي الأيقونات، يصوَّر يوسف أحيانًا مرتديًا النميس، وهو غطاء رأس الوزير المصري قديمًا. تحيي الكنيسة اللوثرية عقب مجمع ميزوري الكنسي ذكراه في 31 مارس.

## في الإسلام
يؤمن المسلمون بيوسف نبيًا ورسولًا وأن الإيمان به واجب على كل مسلم، إذ أن أحد أركان الإيمان في الإسلام هو الإيمان بالرسل، وفي القرآن سورة كاملة باسم سورة يوسف، وهي السورة الوحيدة في القرآن التي تسرد بشكل كامل قصة نبي. تروي سورة يوسف قصته منذ كان طفلا يلهو مع اخوته حتى اعتلاءه عرش مصر، وتتطرق السورة إلى عدة أحداث في حياة يوسف كإلقاءه في البئر من قبل إخوته، وحياته في بيت العزيز، ومراوده امرأة العزيز له، وسجنه وخروجه من السجن ثم اختياره ليكون القائم على خزائن مصر وغيرها.
لا يذكر القرآن أسماء الشخصيات في قصة يوسف باستثناء يوسف نفسه وأباه يعقوب. عدا ذلك يشير القرآن إلى وزير الملك باسم (عزيز مصر) وإلى امراته باسم (امرأة العزيز)، ولا يذكر أسماء أخوته ولمح القران الكريم لعدد إخوة يوسف  في رؤية يوسف في منامه أنه رأى أحد عشر كوكبًا، ولم يذكر اسم أخيه الصغير الذي يشير إليه باسم (الأخ الصغير).

## معرض صور

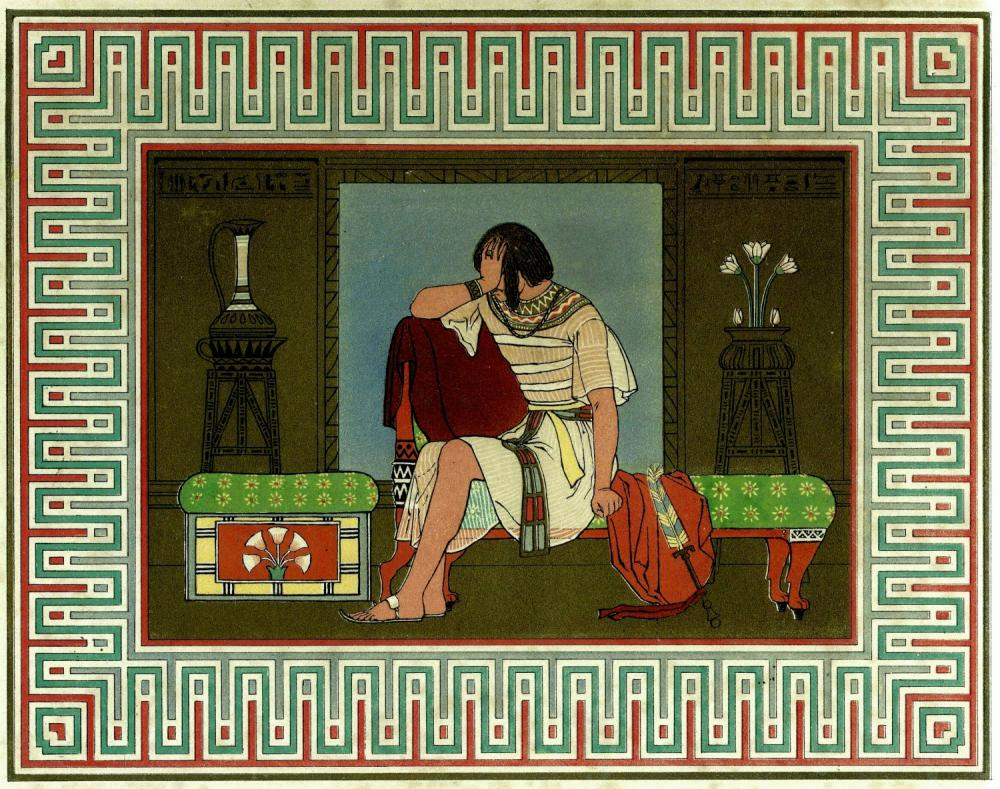
يوسف يبكي

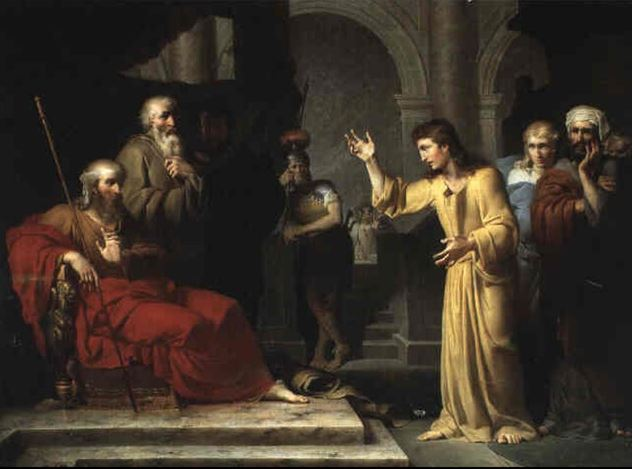
يوسف يفسّر حلم الملك، لوحة للرسام الفرنسي ألكسندر مونجو رُسمت قبل عام 1832
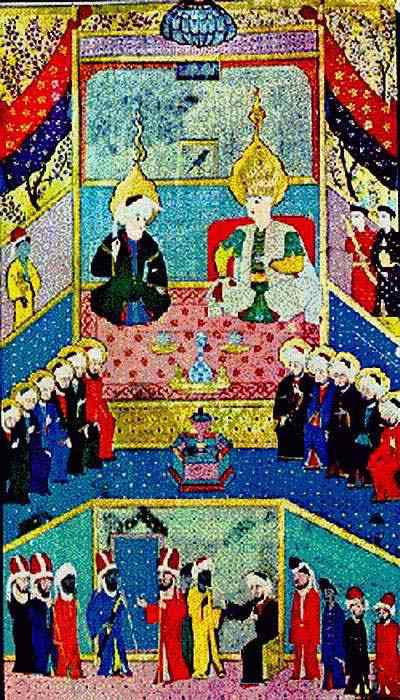
صورة ليوسف مع والده يعقوب وإخوته في مصر من كتاب «زبدة التواريخ» (Zubdat-al Tawarikh) الموجود في متحف الفنون التركية والإسلامية بإسطنبول، والمُهدَى إلى السلطان مراد الثالث عام 1583م.
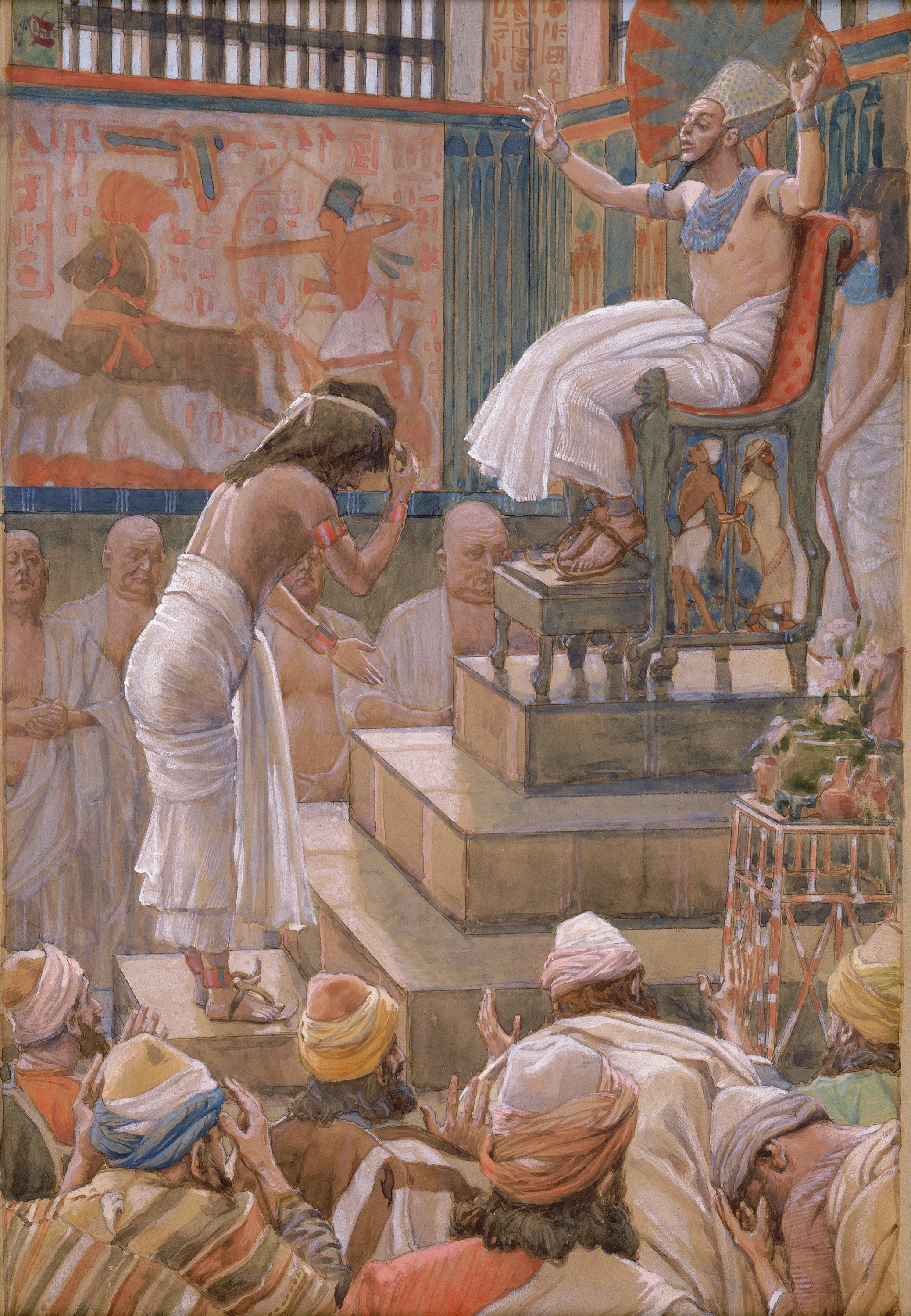
فرعون يرحب بيوسف وإخوته، بريشة جيمس تيسو (حوالي عام 1900م).
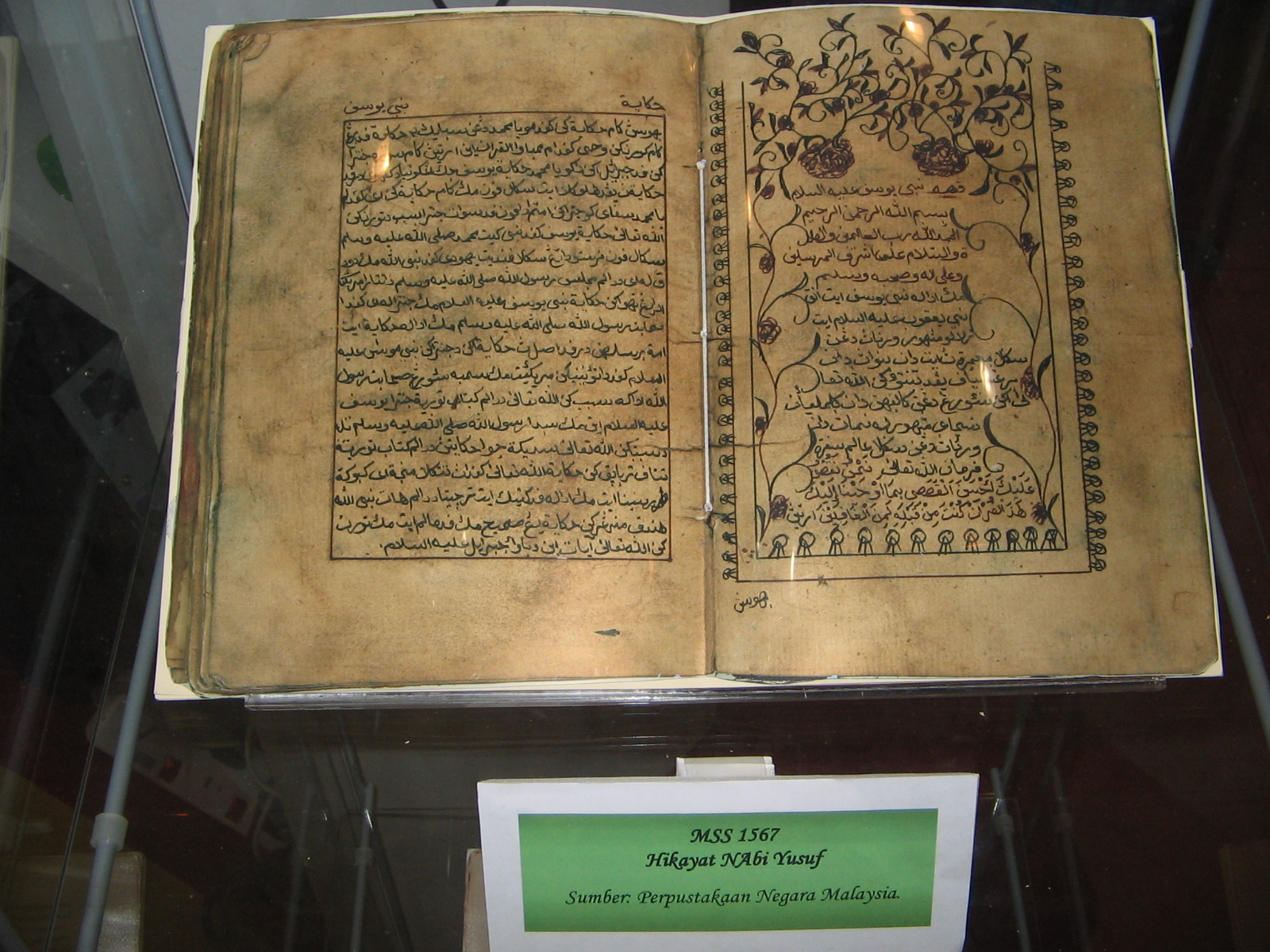
«حكايات النبي يوسف» - باللغة الجاوية.